# Tympanopalpus dorsalis
Tympanopalpus dorsalis är en skalbaggsart som beskrevs av Ludwig Redtenbacher 1868. Tympanopalpus dorsalis ingår i släktet Tympanopalpus och familjen långhorningar. Inga underarter finns listade i Catalogue of Life.